# 塞尔莫内塔
塞尔莫内塔（義大利語：Sermoneta），是意大利拉蒂纳省的一个市镇。总面积44.93平方公里，人口8814人，人口密度196.2人/平方公里（2009年）。ISTAT代码为059027。